# Estación de El Cáñamo
El Cáñamo es una estación ferroviaria situada en el municipio español de La Rinconada en la provincia de Sevilla, comunidad autónoma de Andalucía. Forma parte de las líneas C-1 y C-3 de la red de Cercanías Sevilla.

## La estación
La estación fue abierta al tráfico el 11 de febrero de 2011 por parte de Adif. Se encuentra a 11 kilómetros de Sevilla-Santa Justa en el trazado de ancho ibérico que une Madrid con Andalucía y en paralelo al nuevo trazado de alta velocidad aunque este último no está integrado en el nuevo recinto. 
Dispone de dos andenes laterales de 170 metros de longitud y 5 metros de ancho protegidos con dos marquesinas de 60 metros de longitud. El edificio para viajeros tiene unas dimensiones totales de 8 metros de ancho por 61 metros de largo y una altura de 4 metros. Posee amplias zonas acristaladas y un cierre que combina planchas de acero lacadas en gris, con paneles de acero perforados en distintos colores que dibujan un mosáico que dan a la estación un aspecto característico. Los cambios de andén se realizan gracias a un paso subterráneo que es también accesible gracias a dos ascensores, de hecho todo el recinto está adaptado para las personas con discapacidad. En el exterior existe un aparcamiento de 32 plazas.

## Servicios ferroviarios

### Cercanías
La estación está integrada dentro de las líneas C-1 y  C-3 de la red de Cercanías Sevilla operada por Renfe.
| procedencia/destino | < estación | Línea | estación >   | destino/procedencia |
| ------------------- | ---------- | ----- | ------------ | ------------------- |
| Lora del Río        | Brenes     |       | La Rinconada | UtreraLebrija       |
| Cazalla-Constantina | Brenes     |       | La Rinconada | Sevilla-Santa Justa |